# Nikołaj Bażukow
Nikołaj Sierafimowicz Bażukow (ros.: Николай Серафимович Бажуков, ur. 23 lipca 1953 w Troicko-Pieczorsku w Komi ASRR) – rosyjski biegacz narciarski reprezentujący Związek Radziecki, trzykrotny medalista olimpijski.

## Kariera
Podczas zimowych igrzysk olimpijskich w Innsbrucku w 1976 r. niespodziewanie zdobył złoty medal w biegu na 15 kilometrów. Ponadto wspólnie z Siergiejem Sawieljewem, Iwanem Garaninem i Jewgienijem Bielajewem zdobył brązowy medal w sztafecie 4 × 10 km. Na tych samych igrzyskach zajął także piąte miejsce na 30 km. Na igrzyskach Olimpijskich Lake Placid w 1980 r. nie bronił tytułu zdobytego cztery lata wcześniej na dystansie 15 km, a w biegu na 30 km zajął 14. miejsce. Za to w sztafecie wraz z kolegami: Wasilijem Roczewem, Jewgienijem Bielajewem i Nikołajem Zimiatowem wywalczył złoty medal.
Startował także na mistrzostwach świata w Lahti w 1978 r. Zajął tam 9 miejsca w biegach na 15 oraz 50 km stylem klasycznym. Mimo że był członkiem sztafety na igrzyskach w 1976 r. oraz w 1980 r. nie został wybrany do reprezentowania ZSRR w sztafecie na mistrzostwach w Lahti. Bażukow był mistrzem Związku Radzieckiego w biegu na 15 km w 1976 r. Był także czterokrotnym mistrzem ZSRR w sztafecie w latach 1974, 1976, 1977 i 1978. Po zakończeniu sportowej kariery pracował jako trener biegów narciarskich w Republice Komi, zajmował się także polityką.

## Osiągnięcia

### Igrzyska olimpijskie
| Miejsce | Dzień     | Rok  | Miejscowość | Konkurencja             | Czas biegu | Strata   | Zwycięzca          |
| ------- | --------- | ---- | ----------- | ----------------------- | ---------- | -------- | ------------------ |
| 5.      | 5 lutego  | 1976 | Innsbruck   | 30 km stylem klasycznym | 1:30:29,38 | +1:03,76 | Siergiej Sawieljew |
| 1.      | 8 lutego  | 1976 | Innsbruck   | 15 km stylem klasycznym | 43:58,47   | -        | -                  |
| 3.      | 11 lutego | 1976 | Innsbruck   | Sztafeta 4 × 10 km      | 2:07:59,72 | +2:51,74 | Finlandia          |
| 14.     | 14 lutego | 1980 | Lake Placid | 30 km stylem klasycznym | 1:27:02,80 | +4:03,48 | Nikołaj Zimiatow   |
| 1.      | 20 lutego | 1980 | Lake Placid | Sztafeta 4 × 10 km      | 1:57:03,46 | -        | -                  |

### Mistrzostwa świata
| Miejsce | Dzień     | Rok  | Miejscowość | Konkurencja             | Czas biegu | Strata   | Zwycięzca         |
| ------- | --------- | ---- | ----------- | ----------------------- | ---------- | -------- | ----------------- |
| 9.      | 22 lutego | 1978 | Lahti       | 15 km stylem klasycznym | 49:09,37   | +1:00,19 | Józef Łuszczek    |
| 9.      | 26 lutego | 1978 | Lahti       | 50 km stylem klasycznym | 2:46:43,06 | +5:30,79 | Sven-Åke Lundbäck |

### Puchar Świata
W sezonach 1973/1974 - 1980/1981 Puchar Świata rozgrywany był nieoficjalnie.

#### Miejsca w klasyfikacji generalnej
- sezon 1975/1976: 17.
- sezon 1976/1977: ?
- sezon 1977/1978: ?

#### Miejsca na podium
1. Innsbruck – 8 lutego 1976 (15 km) – 1. miejsce